# برای خود قضاوت کنید!
برای خود قضاوت کنید! (به انگلیسی: Judge for Yourselves!) اثری از فیلسوف دانمارکی سورن کی‌یرکگور است. این کتاب در دومین دوره از فعالیت نویسندگی سورن کی‌یرکگور نوشته شد و پس از مرگش در سال ۱۸۷۶ منتشر شد. این اثر در ادامه کتاب برای خودآزمایی است. این اثر به نقد مسیحیت، مسیحیت به‌عنوان یک موجود اجتماعی و سیاسی و سازگاری فرهنگی آن می‌پردازد. کی‌یرکگور از اسقف جکوب مینستر به‌عنوان نماینده جهان مسیحیت و یکی از دلایل اصلی برای خود قضاوت کنید! می‌داند و در زمان حیات او به‌دلیل احترام شخصی به مینستر منتشر نشد.
تقلید، تقلید از مسیح، در واقع نکته‌ای است که نسل بشر از آن به تنگ آمده است. مشکل اصلی در همین‌جا نهفته است. این‌جا جایی است که تصمیم گرفته می‌شود که آیا کسی مایل به پذیرش مسیحیت است یا نه. اگر بر این نکته تأکید شود، هر چه تأکید بیشتر باشد، مسیحیان کمتر می‌شوند. اگر حساسیت این نکته کاهش یابد (به‌طوری که مسیحیت از نظر فکری به یک دکترین تبدیل شود) افراد بیشتری وارد مسیحیت می‌شوند. اگر به‌طور کامل کنار گذاشته شود (بنابراین مسیحیت از نظر وجودی به آسانی اسطوره‌شناسی و شعر و تقلید به یک اغراق و مبالغه مضحک تبدیل می‌شود)، آن‌گاه مسیحیت به‌حدی گسترش می‌یابد که مسیحیت و ادیان دیگر جهان تقریباً قابل تشخیص نیستند، یا همه مسیحی می‌شوند، یا به‌کلی مسیحیت منسوخ می‌شود!— سورن کی‌یرکگور، برای خود قضاوت کنید! در ضرورت کی‌یرکگور، ص ۴۰۶